# Башня Татлина
Ба́шня Та́тлина (Памятник III Коммунистического интернационала) — проект монументального памятника, посвящённого III Интернационалу, разработанный советским художником-авангардистом Владимиром Евграфовичем Татлиным. Строительство башни-монумента планировалось осуществить в Петрограде-Ленинграде после победы Октябрьской революции 1917 года. Железный грандиозный монумент предназначался для высших органов всемирной рабоче-крестьянской власти (Коминтерна), которым предлагалось разместиться в семиэтажных вращающихся зданиях. Однако возведение монумента осуществлено не было по причине охлаждения руководства страны к авангардизму в конце 1920-х годов.

## Проект
Как писал искусствовед Н. Н. Пунин, работавший вместе с Татлиным над проектом памятника:
В 1919 г. Отделом Изобразительных Искусств Народного Комиссариата по Просвещению было поручено худ. В. Е. Татлину выработать проект памятника Третьему Интернационалу. Татлин немедленно приступил к работе и исполнил проект. Затем В. Е. Татлин, И. А. Меерзон, М. П. Виноградов и Т. М. Шапиро, объединившиеся в „Творческий Коллектив“, детально разработали проект и построили модель памятника.

Основная идея памятника сложилась на основе органического синтеза принципов архитектурных, скульптурных и живописных и должна была положить начало новому типу монументальных сооружений, соединяющих в себе чисто творческую форму с формой утилитарной. В соответствии с этим проект памятника представляет собой три больших стеклянных помещения, возведённых по сложной системе вертикальных стержней и спиралей. Помещения эти расположены одно над другим и заключены в различные гармонически связанные формы.
Проект башни представлял собой совокупность двух наклонных металлических спиралей, состоящих из расположенных одно над другим зданий различной геометрической формы, но при этом гармонично связанных между собой. Посредством механизмов здания вращались вокруг своей оси. Нижнее, самое крупное здание имело форму куба, вращалось со скоростью одного оборота в год, по задумке архитектора предназначалось для конференций и съездов. Над ним располагалось здание в форме пирамиды, скорость вращения один оборот в месяц, предназначалось для исполнительных органов Интернационала. В цилиндре, скорость вращения которого составляла один оборот в день, должны были размещаться информационные бюро, издательство, типография, телеграф. Четвёртый объём — полусфера, скорость её вращения один оборот в час. О назначении этого «тела» сведений не осталось, хотя известно, что в башне, кроме помещений для трёх властей (законодательной, исполнительной и информационной) предполагалось место и для художников. Ведь башня задумывалась как символ воссоединения человечества, разделённого при постройке Вавилонской башни. Она — мост между небом и землёй, архитектурное воплощение мирового древа, опора мироздания, а также жилище мудрецов. Венчали памятник огромные радиомачты. Специальная система прожекторов должна была бы проецировать световой текст на облака. Широкие стеклянные стены должны были держать комфортную температуру внутри зданий башни. Планируемая высота башни 400 метров, наклон от нормали 23,5°. Планируемые материалы — стекло и сталь.
Макет башни впервые был показан на VIII съезде Советов в 1920 году в Доме Советов. Проект башни принимал участие в ряде Международных выставок. Изображение башни Татлина появлялись на страницах журналов и газет.

Из воспоминаний Константина Симонова: 
Идея создания проекта этого памятника вызревала у Татлина, а потом и начинала осуществляться в ту пору, когда он работал в ИЗО Наркомпроса и был прямо причастен к ряду практических дел, связанных с осуществлением ленинской идеи монументальной пропаганды. А сам проект памятника Третьему Интернационалу был его собственным вкладом в реализацию этих коллективных планов. Работа художника была одухотворена высокими революционными целями и отмечена дерзостью архитектурной и конструкторской мысли…

Идея гигантского, высотой 400 м, памятника Октябрьской революции (потом Коминтерну) в Петербурге возникла у Татлина в начале 1919 года. Отдел ИЗО Наркомпроса поддержал этот проект. Татлин с помощниками начали строить модель в мастерской бывшей Академии художеств в Петрограде. Материалом служили дерево, фанера, шпагат, жесть и металлический крепёж. Там же в мастерской 8 ноября 1920 года открылась выставка модели (её высота, по-видимому, составляла около 5 м) и чертежей к ней. Башня стояла на круглом подиуме, покрытом бумагой. Внутренние прозрачные формы приводились в движение с помощью ручки, расположенной под подиумом. В декабре 1920 года модель была выставлена в Москве в Доме союзов, оттуда её вроде бы передали в Третьяковскую галерею, где она и пропала. Осталось несколько фотографий. В 1924 году Татлину предложили построить модель башни для советского раздела на выставке декоративных искусств в Париже. К 1 февраля 1925 года работа была закончена, но сопровождать её в Париж Татлина не пустили. Потом модель передали в Русский музей, и Татлин до конца жизни считал, что там она и находится, но и эта модель была утрачена. В том же 1925-м для первомайской демонстрации в Ленинграде создаётся третий упрощённый вариант модели памятника — «изоустановка». Форма её не была завершена, верх башни оставили «открытым», там крепились плакаты. Эта модель тоже не сохранилась.— Екатерина Яшанова «Невзятая высота»// Вокруг света. — 2010. — № 12(2843). — С. 22
Аркадий Аверченко высмеял проект в рассказе «Монументальное» 1923 года.

## Модели
Модель башни Татлина можно увидеть в Москве в Третьяковской галерее и атриуме МФК «Город Столиц», в Центре Помпиду (Париж) и Музее современного искусства (Стокгольм), в выставочном зале художественного училища К. А. Савицкого в Пензе, в главной столовой Оксфордского университета. Модель башни венчает современный дом «Патриарх» (Москва, Ермолаевский переулок, 15), построенный по проекту архитектора С. Б. Ткаченко.
Скульптура Ай Вэйвэя «Фонтан света», выставленная в Лувре Абу-Даби, сделана по образцу башни Татлина.
Башня Татлина заложена в основу архитектурного образа «СКА Арены» в Санкт-Петербурге по проекту победившего в конкурсе австрийского бюро.